# Welkkeom tu Dongmakgol
Welkkeom tu Dongmakgol é um filme sul-coreano de 2005, dos gêneros guerra, drama e comédia, dirigido por Kwang-Hyun Park, roteirizado por Jin Jang e Joong Kim.

## Sinopse
Guerra da Coreia, 1951, seis soldados, dois sul-coreanos, três norte-coreanos e um americano, se encontram e convivem em uma aldeia, totalmente alheia a guerra que a envolve.

## Elenco
- Jae-yeong Jeong ....... Camarada chefe Lee Su-Hwa
- Ha-kyun Shin ....... Segundo-tenente Pyo Hyun-Chul
- Hye-jeong Kang ....... Yeo-il
- Ha-ryong Lim ....... Jang Young-hee (Norte)
- Jae-kyeong Seo ....... Médico militar Mun Sang-sang (Sul)
- Deok-Hwan Ryu ....... Seo Taek-ki (Norte)
- Steve Taschler ....... Smith
- Jae-Jin Jung
- Young-yi Lee
- Nam-Hee Park
- Deok-hyeon Jo (como Duk-hyun Cho)
- Seung-Mok Yoo
- Won-cheol Shim